# Tuxpan (kommun i Mexiko, Michoacán de Ocampo, lat 19,57, long -100,49)
Tuxpan är en kommun i Mexiko.   Den ligger i delstaten Michoacán de Ocampo, i den södra delen av landet, 140 km väster om huvudstaden Mexico City.
Följande samhällen finns i Tuxpan:
- Tuxpan
- Santa Ana
- La Soledad
- Colonia Puerto del Obispo
- Santa Catarina
- Rincón de Corucha
- Jaripito
- Cofradía de San José
- Colonia el Pedregal
- El Tambor
- Puerto de la Cantera
- Acúmbaro
- Milpillas
- Cofradía de Guadalupe
- Huanimoro
- Laguna Seca
- Colonia Nueva Mariel Radio Difusora
- La Mesa de San Isidro
- Crucero de Cofradía
- El Paraíso
- Jacuarillo
- La Providencia
- El Aguacate (Primera Manzana)
- El Sabinal
- El Aguacate (Segunda Manzana Casa Blanca)
- San Victoriano
- Los Lobos
- Rincón de Sánchez
- Colonia Benito Juárez
- Colonia Vista Hermosa
- El Potrero del Paso
- Palo Blanco
- Segunda Manzana del Tambor
- Las Canoas
- El Llano
- El Ailar
- Patámbaro
- Los Fresnos